# .mil

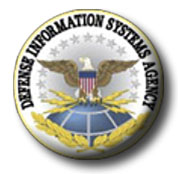
Logo

.mil is de generieke topleveldomeinnaam (gTLD) in het Internet Domain Name System die exclusief gebruikt wordt door het Amerikaanse ministerie van Defensie, de United States Department of Defense. Het is een van de zeven oorspronkelijke TLD's waar het systeem op 1 januari 1985 online ging. Het document waarin de verdeling wordt beschreven, is RFC 920 "Domain Requirements" uit oktober 1984.
De V.S. is het enige land dat een naam op het hoogste niveau heeft voor zijn militair apparaat, maar gebruikt daarnaast nog .com adressen voor werving, zoals goarmy.com, en .edu voor websites van militaire academies, bijvoorbeeld usma.edu voor die van West Point.
Andere landen hebben veelal een secondleveldomeinnaam voor de onderscheiding op het internet van hun ministerie van defensie, zoals .mod.uk voor het Ministry of Defence in het Verenigd Koninkrijk.
In maart 1994 heeft RFC 1591 "Domain Name System Structure and Delegation" meerdere regels nodig voor de beschrijving van het gebruik door de Amerikanen van het .gov domein, maar de beschrijving bij .mil luidt bondig:
MIL - This domain is used by the US military.
In vertaling:
MIL - Dit domein wordt gebruikt door het Amerikaanse leger.

## Voetnoten
1. ↑  .com, .edu, .gov, .int, .mil, .net en .org
2. ↑  RFC 920
3. ↑  RFC 1591